# آلومینیومی
آلومینیومی یا پیله‌آی کادییِری (نام علمی: Pilea cadierei) نام یک گونه از تیره گزنه‌ایان است.

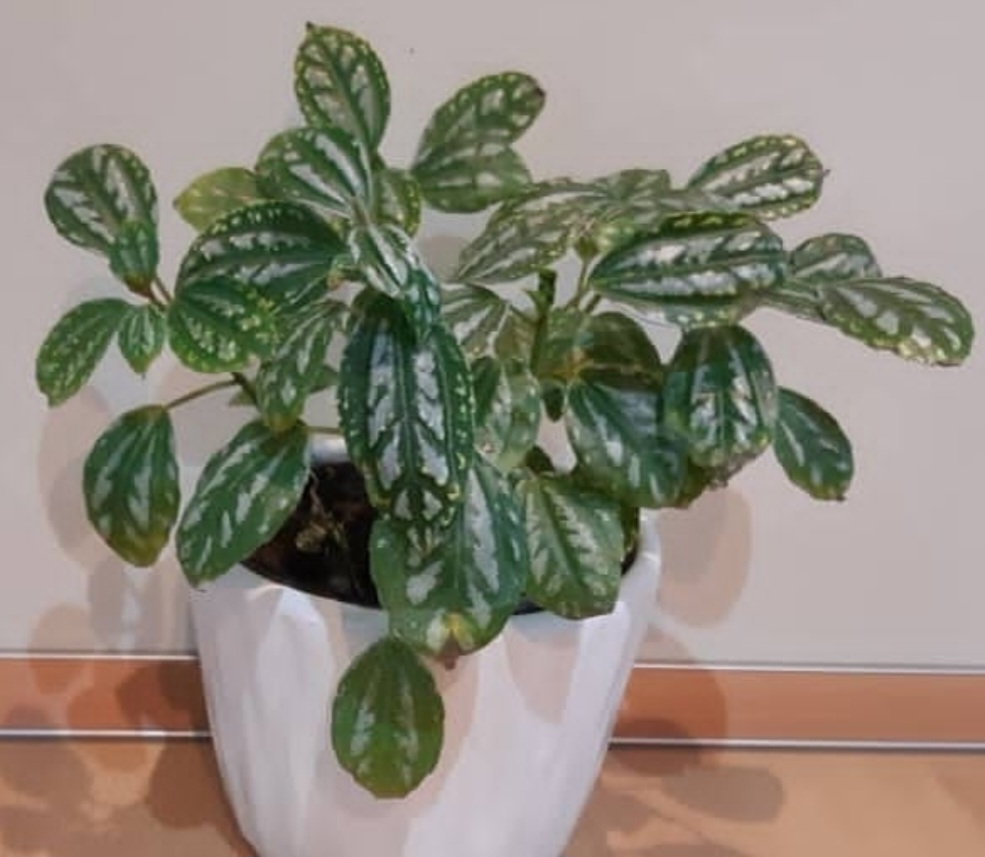
گیاه پیله آ